# Atxolin
Atxolin es un monte de 841 metros de altitud del cordal Mazelaegi que separa las cuencas de los ríos Deva y Urola, en el municipio de Placencia de las Armas, en la parte oeste de la provincia de Guipúzcoa en el País Vasco, España. Forma parte del cordal de Mazelaegi que se extiende desde el monte Karakate a través de Elosua y Agerreburu, hasta Irukurutzeta y donde se ubica un relevante conjunto monumental megalítico, de la época de Neolítico-Edad del Bronce, conocido como Estación Megalítica Placencia-Elosua o "Ruta de los Dólmenes". La cumbre del Atxolin se encuentra las de Sabua de 760 m s. n. m. y Pagobedeinkatu de 797 m s. n. m. Cerca de la cumbre, al lado este, se alza otra pico más bajo que se denomina Atxolin Txikia y tiene 830 metros de altitud. .
La vertiente nororiental del Atxolin domina el valle de San Lorenzo de Elgóibar y está cubierta por hayas y pinos insignes, la suroriental mira a Placencia de las Armas y su vegetación está formada principalmente por sauces y adelfas en la parte superior, y pino insignis y sauces en la parte inferior. Desde la cumbre se abre una amplia vista del entorno que alcanza desde el mar hasta las cumbres de las sierras de Aizcorri, Anboto, Peñas de Aya, Oiz, Urbasa, Andia y Aralar, entre otros.
En toda la zona abundan los monumentos megalíticos que conforman el Conjunto Monumental de la Estación Megalítica Placencia-Elosua, en la cumbre hay un túmulo, en Atxolin Txiki otro, en el collado Pagobeinkatu otro más...

### Estación Megalítica Placencia-Elosua
Los monumentos funerarios prehistóricos de los yacimientos de la Estación Megalítica Placencia-Elosua, ubicada en el cresterio del cordal de Mazelaegi entre Karakate e Irukurutzeta, que forman la llamada ruta de los dólmenes, nombre que le dio Barandiarán, es un muy interesante paseo entre túmulos y dólmenes del eneolítico. Es un recorrido de 11 km que cruza territorios municipales de las localidades de Elgoibar, Placencia y Vergara. Hay un total de 19 dólmenes y elementos megalíticos (dólmenes, túmulos y un menhir) del Neolítico y la Edad de Bronce. Se estima que este recorrido corresponde a un lugar de paso entre los valles de los ríos Deba y Urola.
La denominada "Ruta de los Dólmenes" es el sedero de pequeño recorrido PR-Gi 94 que tiene una longitud de 20 km de los cuales 11 corresponden al cordal Karakate-Iturriberri, un recorrido de dificultad baja y desnivel reducido, el resto son los tramos de acceso desde los tres municipios.

## Rutas de ascenso
- Desde Placencia de las Armas: Desde Placencia de las Armas se sube yendo hacia el noreste hasta llegar al collado de Sabua que está a 760 m s. n. m. y que queda a media distancia entre Atxolin y Karakate. Una vez en el cordal se va hacia la cumbre del Atxolin a la que se llega sin dificultad.

Tiempos de acceso
- Desde Placencia de las Armas: 1h 45min